# Fiberendoskopische Schluckuntersuchung
Die fiberendoskopische Schluckuntersuchung (fiberoptic endoscopic evaluation of swallowing, FEES) ist ein minimal-invasives Untersuchungsverfahren zur Darstellung des Schluckvorgangs zum Nachweis von Schluckstörungen (Dysphagien). Dabei wird ein flexibles Endoskop durch die Nase in den Rachen eingeführt, so dass der Schluckvorgang in Echtzeit beobachtet werden kann.

## Geschichte
Die Entwicklung ist eng mit der Arbeit von Susan Langmore verbunden. Langmore, eine führende Expertin auf dem Gebiet der Schluckstörungen, erkannte die Notwendigkeit einer weniger invasiven, aber ebenso effektiven Methode zur Untersuchung des Schluckvorgangs. Vor der Einführung der FEES waren die diagnostischen Optionen begrenzt und oft entweder invasiv oder mit erheblichen Einschränkungen verbunden. Die videofluoroskopische Schluckuntersuchung (VFSS) war damals die am häufigsten verwendete Methode zur Untersuchung des Schluckvorgangs. Obwohl VFSS detaillierte Informationen lieferte, war sie mit der Verwendung von Röntgenstrahlen und Kontrastmitteln verbunden, was potenzielle Risiken und Unannehmlichkeiten für die Patienten mit sich brachte. Zudem erforderte die VFSS spezielle radiologische Ausrüstungen und konnte nur in bestimmten klinischen Umgebungen durchgeführt werden.
Die erste Beschreibung der FEES in der wissenschaftlichen Literatur erschien 1988 in einem Artikel von Langmore und Kollegen. Seit ihrer Einführung hat sich die FEES zu einer weit verbreiteten Methode zur Beurteilung der Schluckfunktion entwickelt. Die flexible Endoskopie war in der Gastroenterologie bereits etabliert. 1988 führten Jonathan E. Aviv und seine Kollegen die flexible endoskopische Evaluation des Schluckens ein. Ihre Arbeiten zeigten das Potenzial dieser Methode zur direkten Visualisierung des Schluckvorgangs und zur Identifikation von Schluckstörungen. In den 1990er Jahren wurde die Methode weiter verfeinert und klinisch etabliert. Standards und Protokolle wurden entwickelt, um die Zuverlässigkeit und Reproduzierbarkeit der Untersuchung zu gewährleisten.
In den 2000er Jahren erlangte die FEES internationale Anerkennung und wurde in zahlreichen wissenschaftlichen Studien validiert. In der heutigen klinischen Praxis ist FEES ein unverzichtbares Instrument zur Diagnose und Management von Dysphagien. Es wird in Krankenhäusern, Rehabilitationszentren und ambulanten Einrichtungen routinemäßig eingesetzt. Neben der Diagnose dient FEES auch der Therapieplanung und der Überwachung des Therapieerfolgs.

## Anwendungsgebiete
FEES wird hauptsächlich bei Patienten mit Verdacht auf ein Schluckstörung angewendet. Die Indikationen umfassen:
- neurologische Erkrankungen wie Schlaganfall, Parkinson-Krankheit, Amyotrophe Lateralsklerose (ALS) und Multiple Sklerose
- strukturelle Anomalien oder Schädigungen im Bereich des Rachens und Kehlkopfs
- postoperative Schluckprobleme, insbesondere nach chirurgischen Eingriffen im Kopf- und Halsbereich
- Verdacht auf Aspirationspneumonie durch Einatmen von Nahrung oder Flüssigkeiten

Mit FEES können Aspirationen, das Eindringen von Material unterhalb der Stimmlippen, und Penetrationen, das Eindringen von Material oberhalb der Stimmlippen, in Echtzeit visuell erfasst werden. Damit lassen anatomische und funktionelle Anomalien (Zenker-Divertikel, pharyngeale und laryngeale Tumoren, Zysten, Polypen und andere strukturelle Veränderungen) identifizieren. Die FEES wird oft in Kombination mit der videofluoroskopischen Schluckuntersuchung (VFSS) eingesetzt, um eine umfassende Beurteilung zu gewährleisten, insbesondere in Fällen, in denen eine dynamische Untersuchung der Schleimhäute und des Sekretmanagements erforderlich ist. In komplexen Fällen von Schluckstörungen kann FEES mit Manometrie und pH-Wert-Messung kombiniert werden, um eine umfassende funktionelle und strukturelle Beurteilung zu ermöglichen.
Die FEES ist ein unverzichtbares diagnostisches und therapeutisches Instrument zur detaillierten Beurteilung, Behandlung und Überwachung von Schluckstörungen. Es bietet präzise visuelle Einblicke in den Schluckakt, unterstützt die Erstellung individualisierter Therapiepläne und trägt zur Optimierung der Patientenversorgung in verschiedenen klinischen Settings bei.

## Ablauf
Nachdem der Patient über den Ablauf und Zweck der Untersuchung aufgeklärt wurde und seine Einwilligung erklärt hat, wird er in aufrechter Sitzposition platziert, um die natürlichen Schluckbedingungen nachzuahmen. Falls erforderlich, kann die Untersuchung auch im Liegen durchgeführt werden. In einigen Fällen kann eine lokale Betäubung des Nasopharynx verwendet werden, um den Komfort des Patienten zu erhöhen und den Würgreflex zu minimieren. Diese Lokalanästhesie erfolgt durch die Applikation eines betäubenden Sprays oder Gels in die Nasenhöhle. Anschließend wird ein flexibles Nasenendoskop durch ein Nasenloch eingeführt und in den Nasopharynx vorgeschoben. Das Endoskop ist mit einer Lichtquelle und einer Kamera ausgestattet, die Echtzeitbilder auf einen Monitor überträgt. Bei der Einführung des Endoskops werden Nasenhöhle, Nasopharynx, Rachen und Kehlkopf untersucht.
Zur funktionelle Beurteilung schluckt der Patient verschiedene Konsistenzen von Nahrungsmitteln und Flüssigkeiten, dazu gehören Wasser, dickflüssige Flüssigkeiten (z. B. angedicktes Wasser), pürierte Nahrungsmittel und Festnahrung (z. B. Cracker, Brot), Farbstoffe (meist grüne oder blaue Lebensmittelfarbstoffe) können hinzugefügt werden, um den Nahrungsbissen (Bolus) besser sichtbar zu machen. Der Untersucher beobachtet in Echtzeit die Bewegungen des Bolus, die Funktion der Schluckmuskulatur und die Kehlkopfdynamik. Anzeichen von Aspiration (das Material dringt unterhalb der Stimmlippen in die Luftröhre ein) oder Penetration (das Material dringt oberhalb der Stimmlippen ein) werden dokumentiert.

## Vor- und Nachteile
Vorteile der fiberendoskopischen Schluckuntersuchung sind
- nicht invasiv, keine Röntgenstrahlen und kein Kontrastmittel erforderlich
- Echtzeit-Bewertung des Schluckvorgangs
- kann in verschiedenen klinischen Umgebungen durchgeführt werden, einschließlich am Krankenbett
- mehrfache Wiederholbarkeit

Nachteile sind:
- Das Einführen des Endoskops kann unangenehm sein.
- Das Verfahren bietet im Vergleich zur VFSS keine umfassende Ansicht des gesamten Schluckvorgangs.
- Die Durchführung und Interpretation erfordert spezielles Training und Erfahrung.

Die FEES ist eine ergänzende Methode zur videofluoroskopischen Schluckuntersuchung (VFSS). Während die VFSS eine umfassendere Ansicht des gesamten Schluckvorgangs und der Bewegungen der Speiseröhre bietet, ist FEES besonders nützlich für die Beurteilung von Strukturen im Nasen-Rachen-Raum und für Patienten, bei denen der Transport zu einer Röntgeneinrichtung schwierig ist. Die fiberoptische endoskopische Evaluation des Schluckens ist ein wertvolles diagnostisches Werkzeug zur Beurteilung der Schluckfunktion. Sie hilft bei der Identifikation und Behandlung von Dysphagie, indem sie eine direkte Visualisierung und Echtzeit-Bewertung des Schluckvorgangs ermöglicht. Ihre Anwendung erfordert jedoch spezielles Wissen und Fähigkeiten, um genaue und hilfreiche Diagnosen zu stellen.